# العلاقات البليزية السويسرية
العلاقات البليزية السويسرية هي العلاقات الثنائية التي تجمع بين بليز وسويسرا.

## مقارنة بين البلدين
هذه مقارنة عامة ومرجعية للدولتين:
| وجه المقارنة                                              | بليز         | سويسرا                                                                                      |
| --------------------------------------------------------- | ------------ | ------------------------------------------------------------------------------------------- |
| المساحة (كم2)                                             | 22.97 ألف    | 41.28 ألف                                                                                   |
| عدد السكان (نسمة)                                         | 374.68 ألف   | 8.21 مليون                                                                                  |
| الكثافة السكانية (ن./كم²)                                 | 16.31        | 198.89                                                                                      |
| العاصمة                                                   | بلموبان      | برن                                                                                         |
| اللغة الرسمية                                             | لغة إنجليزية | اللغة الألمانية، اللغة الإيطالية، لغة فرنسية، اللغة الرومانشية، الألمانية السويسرية الموحدة |
| العملة                                                    | دولار بليزي  | فرنك سويسري                                                                                 |
| الناتج المحلي الإجمالي (بليون دولار)                      | 1.84 مليار   | 678.89 مليار                                                                                |
| الناتج المحلي الإجمالي (تعادل القوة الشرائية) بليون دولار | 3.05 مليار   | 518.07 مليار                                                                                |
| الناتج المحلي الإجمالي الاسمي للفرد دولار أمريكي          | 4.88 ألف     | 80.94 ألف                                                                                   |
| الناتج المحلي الإجمالي للفرد دولار أمريكي                 | 8.42 ألف     | 59.54 ألف                                                                                   |
| مؤشر التنمية البشرية                                      | 0.715        | 0.930                                                                                       |
| رمز المكالمات الدولي                                      | +501         | +41                                                                                         |
| رمز الإنترنت                                              | .bz          | .ch، .swiss ‏                                                                                |
| المنطقة الزمنية                                           | 00           | توقيت وسط أوروبا، ت ع م+01:00، ت ع م+02:00، أوروبا/زيورخ ‏                                   |

## منظمات دولية مشتركة
يشترك البلدان في عضوية مجموعة من المنظمات الدولية، منها:
| علم المنظمة | اسم المنظمة                        | تاريخ انضمام بليز | تاريخ انضمام سويسرا |
| ----------- | ---------------------------------- | ----------------- | ------------------- |
|             | مؤسسة التمويل الدولية              | 19 مارس 1982      | 29 مايو 1992        |
|             | منظمة حظر الأسلحة الكيميائية       | ?                 | ?                   |
|             | يونسكو                             | 10 مايو 1982      | 28 يناير 1949       |
|             | الاتحاد الدولي للاتصالات           | 16 ديسمبر 1981    | 1866                |
|             | الأمم المتحدة                      | 25 سبتمبر 1981    | 10 سبتمبر 2002      |
|             | منظمة الشرطة الجنائية الدولية      | ?                 | ?                   |
|             | البنك الدولي للإنشاء والتعمير      | 19 مارس 1982      | 29 مايو 1992        |
|             | الاتحاد البريدي العالمي            | ?                 | ?                   |
|             | مؤسسة التنمية الدولية              | 19 مارس 1982      | 29 مايو 1992        |
|             | منظمة التجارة العالمية             | ?                 | ?                   |
|             | الفريق المعني برصد الأرض           | ?                 | ?                   |
|             | وكالة ضمان الاستثمار متعدد الأطراف | 29 يونيو 1992     | 12 أبريل 1988       |

## وصلات خارجية
- موقع وزارة الخارجية البليزية
- موقع وزارة الخارجية السويسرية